# Olympische Sommerspiele 1896/Teilnehmer (Australien)
| Gelbes Symbol für Goldmedaillen mit stilisierten Olympischen Ringen | Graues Symbol für Silbermedaillen mit stilisierten Olympischen Ringen | Braundes Symbol für Bronzemedaillen mit stilisierten Olympischen Ringen |
| ------------------------------------------------------------------- | --------------------------------------------------------------------- | ----------------------------------------------------------------------- |
| —                                                                   | 2                                                                     | —                                                                       |

Bei den Olympischen Sommerspielen 1896 in Athen in Griechenland startete Edwin Flack für Australien. Er stammte aus dem Bundesstaat Victoria, welcher zur damaligen Zeit eine britische Kolonie war und später zu Australien gehörte. Zwar wurde Flack in England geboren und wohnte 1896 in London, verbrachte aber die meiste Zeit seines Lebens in Australien und wird deswegen vom Internationalen Olympischen Komitee als australischer Sportler gewertet.
Flack nahm insgesamt an fünf Wettbewerben teil und gewann dabei drei Medaillen. Die Bronzemedaille im Tennis wurde in einem gemischten Doppel gewonnen und zählt deswegen nicht als Medaille für Australien.

## Medaillengewinner

### Olympiasieger
| Name        | Sportart       | Wettkampf       |
| ----------- | -------------- | --------------- |
| Edwin Flack | Leichtathletik | 800-Meter-Lauf  |
| Edwin Flack | Leichtathletik | 1500-Meter-Lauf |

## Teilnehmer nach Sportarten

### Leichtathletik
- Edwin Flack
800 Meter: Olympiasieger 
1500 Meter: Olympiasieger 
Marathon: DNF (37 km)

### Tennis
- Edwin Flack
Einzel: 8. Platz
Doppel: 3. Platz (siehe:  Gemischte Mannschaft)